# WIXX

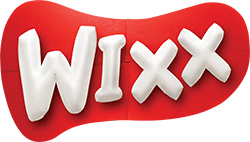
Logo original de la marque WIXX

WIXX est une campagne de communication multicanaux qui fait la promotion de l’activité physique auprès des 9-13 ans du Québec. Inspirée de la campagne américaine VERB, elle comprend de la publicité, des sites et des jeux sur le Web, des outils et des événements  promotionnels.  Elle vise à prévenir la chute importante de l’activité physique qui survient vers l’âge de 13 et 14 ans.
La campagne WIXX est orchestrée par Québec en forme, un organisme qui favorise un mode de vie physiquement actif et une saine alimentation chez les jeunes et est soutenu par le gouvernement du Québec et la Fondation Lucie et André Chagnon.

## Objectifs
- Accroître les connaissances et améliorer les attitudes des préados face à la pratique régulière d’activités physiques;
- Accroître le soutien des parents et d’autres personnes d’influence pour encourager les préados à s’adonner à des activités physiques;
- Faire connaître les occasions d’activités physiques qui s’offrent aux préados;
- Stimuler la création d’occasions pour les préados de pratiquer des activités physiques et d’adopter un mode de vie actif de façon régulière;
- Accroître, puis maintenir, la proportion de préados qui sont actifs physiquement de façon régulière.

## Composantes
- Publicité
- Plateforme en ligne (Web et médias sociaux)
- Relations publiques et événements
- Partenariats et liens étroits avec des organismes nationaux
- Trousses et outils promotionnels

## Évaluation
L'élaboration d'un cadre d'évaluation a été réalisée au cours des premières phases de mise en œuvre du projet afin d'évaluer la portée initiale de la campagne de communication. Les impacts du projet sont évalués à quatre reprises entre 2013 et 2016 par le Comité d’évaluation et en collaboration de Lise Gauvin, professeure titulaire au département de médecine sociale et préventive de l’Université de Montréal et chercheuse au Centre de recherche du CHUM.  
Deux types de sondages sont réalisés :
- Sondages répétés auprès de dyades parents/préados pour évaluer les connaissances, attitudes et comportements déclarés relativement au mode de vie physiquement actif et la campagne (connaissance et valeur [équité] de la marque).
- Sondages annuels/questions omnibus de notoriété générale de la campagne et de changement de la norme sociale en ce qui a trait au mode de vie physiquement actif.

## Résultats
Après seulement deux ans, la campagne WIXX obtient un taux de notoriété de 70 % auprès de sa clientèle cible ainsi qu'une appréciation de plus de 85 %.